# Kellogg (Iowa)
Kellogg és una població dels Estats Units a l'estat d'Iowa. Segons el cens del 2000 tenia 606 habitants.

## Demografia
Segons el cens del 2000, Kellogg tenia 606 habitants, 248 habitatges, i 169 famílies. La densitat de població era de 649,9 habitants/km².
Dels 248 habitatges en un 34,7% hi vivien nens de menys de 18 anys, en un 53,2% hi vivien parelles casades, en un 11,3% dones solteres, i en un 31,5% no eren unitats familiars. En el 27,8% dels habitatges hi vivien persones soles el 14,5% de les quals corresponia a persones de 65 anys o més que vivien soles. El nombre mitjà de persones vivint en cada habitatge era de 2,44 i el nombre mitjà de persones que vivien en cada família era de 2,96.
Per edats la població es repartia de la següent manera: un 26,1% tenia menys de 18 anys, un 8,4% entre 18 i 24, un 26,9% entre 25 i 44, un 23,4% de 45 a 60 i un 15,2% 65 anys o més.
L'edat mediana era de 38 anys. Per cada 100 dones de 18 o més anys hi havia 95,6 homes.
La renda mediana per habitatge era de 37.000 $ i la renda mediana per família de 44.083 $. Els homes tenien una renda mediana de 34.722 $ mentre que les dones 23.125 $. La renda per capita de la població era de 17.161 $. Entorn del 2,7% de les famílies i el 6% de la població estaven per davall del llindar de pobresa.

## Poblacions més properes
El següent diagrama mostra les poblacions més properes.